# ريمون جيرارد
ريمون جيرارد (بالفرنسية: Raymond Girard)‏ هو ممثل فرنسي، ولد في 11 نوفمبر 1901 بباريس في فرنسا، وتوفي بنفس المكان في 18 فبراير 1989.

## وصلات خارجية
- ريمون جيرارد على موقع IMDb (الإنجليزية)
- ريمون جيرارد على موقع ألو سيني (الفرنسية)
- ريمون جيرارد على موقع قاعدة بيانات الأفلام السويدية (السويدية)
- ريمون جيرارد على موقع قاعدة بيانات الفيلم (الإنجليزية)
- ريمون جيرارد على موقع كينوبويسك (الروسية)